# Krävduva
Krävduva, kroppduva eller kroppert är tama varianter av klippduvan (Columba livia) som kännetecknas av en mycket stor, uppblåsbar kräva. De hålls för dekorativa eller utställningsändamål, värderade för sitt ovanliga utseende. Det finns många varianter av krävduvor med lite gemensamt utöver krävans natur. Ursprunget till rasgruppen är okänt, men krävduvor har fötts upp i Europa i minst 400 år.

### Webbkällor
- ”Bonniers Månadshäften, 1913”. runeberg.org. https://runeberg.org/bonnierma/1913/0119.html. Läst 18 maj 2022.
- Svenska akademiens ordbok – saob.se – Krävduva
- Svenska akademiens ordbok – saob.se – Kroppduva
- Svenska akademiens ordbok – saob.se – Kroppert

### Wikipedia
Den här artikeln är helt eller delvis baserad på material från engelskspråkiga Wikipedia, Pouter, 18 maj 2022.
Den här artikeln är helt eller delvis baserad på material från engelskspråkiga Wikipedia, Pigmy Pouter, 18 maj 2022.
Den här artikeln är helt eller delvis baserad på material från tyskspråkiga Wikipedia, Kropftauben, 18 maj 2022.
Den här artikeln är helt eller delvis baserad på material från tyskspråkiga Wikipedia, Englische Kröpfer, 18 maj 2022.